# Ploski črvi
Plòski čŕvi ali plôskavci (znanstveno latinsko ime Plathelminthes) so sploščene živali dvobočno simetrične oblike. Imajo glavo - del telesa, na katerem so skoncentrirana čutila in živčevje. Ta se oblikuje v procesu cefalizacije. Prebavilo je aproktno, ima eno samo odprtino - usta. So brez krvožilja in dihal.
Prisotna so naslednja tkiva:
- ektoderm - povrhnjica
- endoderm - notranji sloj
- mezogleja - vmesna plast

## Sistematika
Taksonomsko obravnavamo ploske črve na nivoju debla. Po starejši klasifikaciji so jih uvrščali v danes opuščen takson nečlenarjev.
1. vrtinčarji, npr. planinski vrtinčar
2. sesači, npr. veliki metljaj
3. trakulje, npr. svinjska trakulja